# Rodas (ciudad)
Rodas (en griego: Ρόδος, Ródos) es la ciudad principal de la isla griega de Rodas, en el sudeste del mar Egeo, y la capital de la unidad periférica de Rodas. Rodas ha sido famosa desde la antigüedad por ser la sede del Coloso de Rodas, una de las Siete Maravillas del Mundo Antiguo.
La ciudad medieval de Rodas fue declarada Patrimonio de la Humanidad por la Unesco en 1988.

## Historia
La isla de Rodas se encuentra en el archipiélago del Dodecaneso. Su posición la convierte en un cruce de caminos entre Europa, Oriente Medio y África. Esta localización ha supuesto que a lo largo de la historia hayan pasado por la isla diferentes culturas, arquitecturas, lenguas, etc., lo que ha dejado una gran riqueza cultural en la isla. Se cree que está habitada desde el período neolítico

### Período clásico

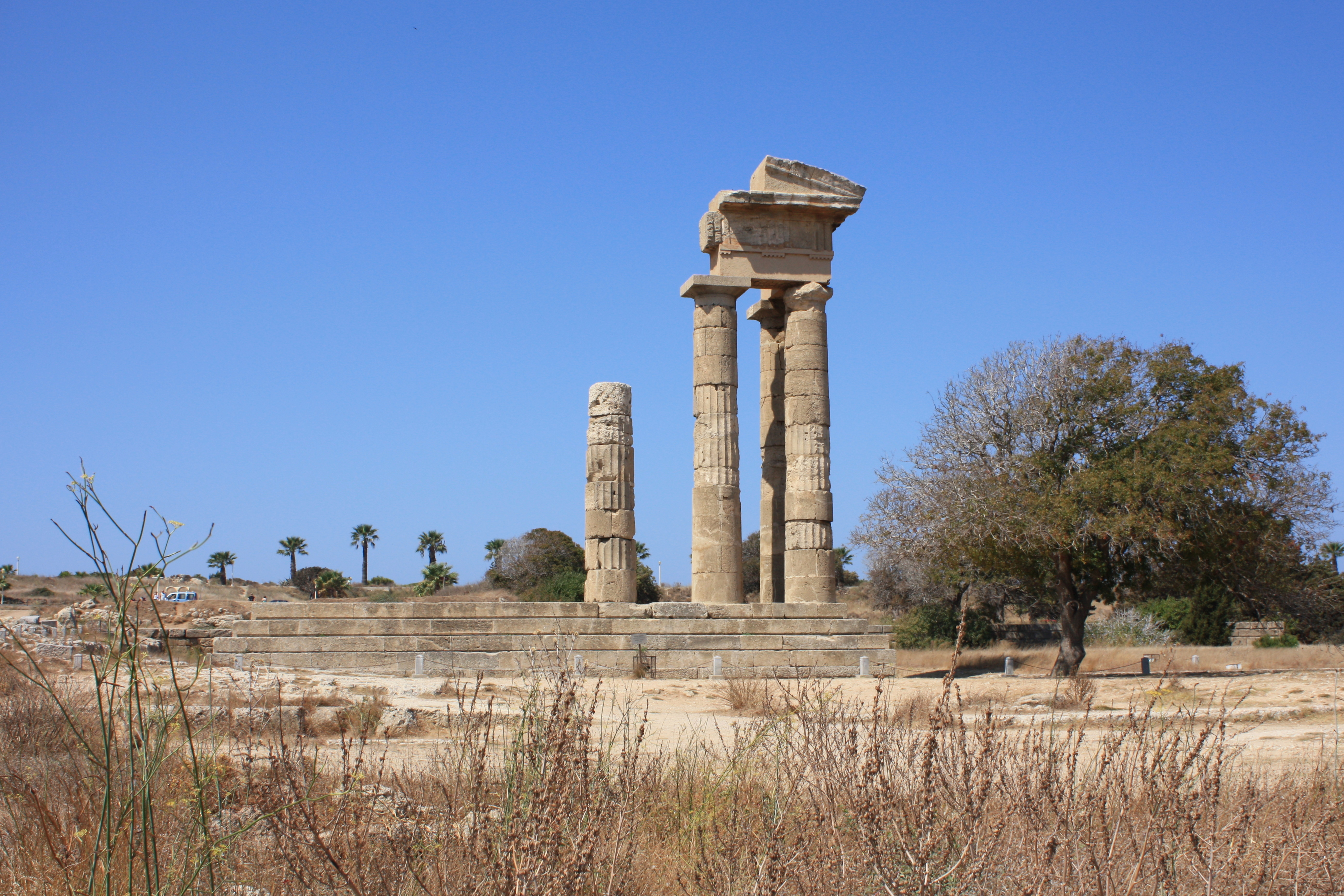
Ruinas del Acrópolis de Rodas.

La ciudad de Rodas en su origen fue fundada por las ciudades-estado dóricas de Ialisos, Cámiros y Lindos en 408 a. C.
El rey macedonio Demetrio Poliorcetes la sometió a asedio en 305 a. C. (Véase Sitio de Rodas y Helepolis).
Prosperó durante tres siglos, durante su Edad de Oro, cuando el comercio marítimo, los astilleros, y su política de corte liberal la mantuvo próspera hasta la época romana. La ciudad antigua tenía un buen sistema de alcantarillado, así como una red de abastecimiento de agua diseñada por Hipodamo. El Coloso de Rodas fue una estatua metálica de enormes dimensiones erigida por el escultor Cares de Lindos entre los años 304 y 293 a. C. La estatua se situaba en el puerto de entrada y representaba al dios sol Helios. Un fuerte terremoto golpeó Rodas sobre el año 226 a. C., dañando gravemente la ciudad y derribando el coloso.

### Período romano
En 164 a. C., Rodas se convirtió en parte de la provincia romana de Asia. Fue capaz de mantener su belleza y se convirtió en uno de los principales centros de aprendizaje para las artes y la ciencia. Muchos vestigios de la época romana todavía existen en toda la ciudad y nos dan una visión de esta civilización. De acuerdo al libro Hechos de los Apóstoles 21:1, el apóstol Pablo se detuvo en Rodas, cerca del final de su tercer viaje misionero.

### Período bizantino
En la época medieval, Rodas fue un importante puesto de comercio bizantino, así como una encrucijada para los buques que navegan entre Constantinopla y Alejandría. En los primeros años del periodo bizantino, los Isaurios, una nación montañosa de Cilicia, invadieron la isla y quemaron la ciudad. En el siglo VII fue capturada por los árabes, quienes eliminaron las dispersas piezas del coloso del puerto, las trasladaron a Siria y fueron destruidas para hacer monedas. Después de la caída del Imperio bizantino en el año 1204, el noble local León Gabalas tomó el control de las islas, pero después de su muerte y su sucesión por su hermano, las islas fueron devueltas al emperador de Nicea, iniciando así una nueva y corta vida dentro del dominio bizantino.

### Período de los Caballeros

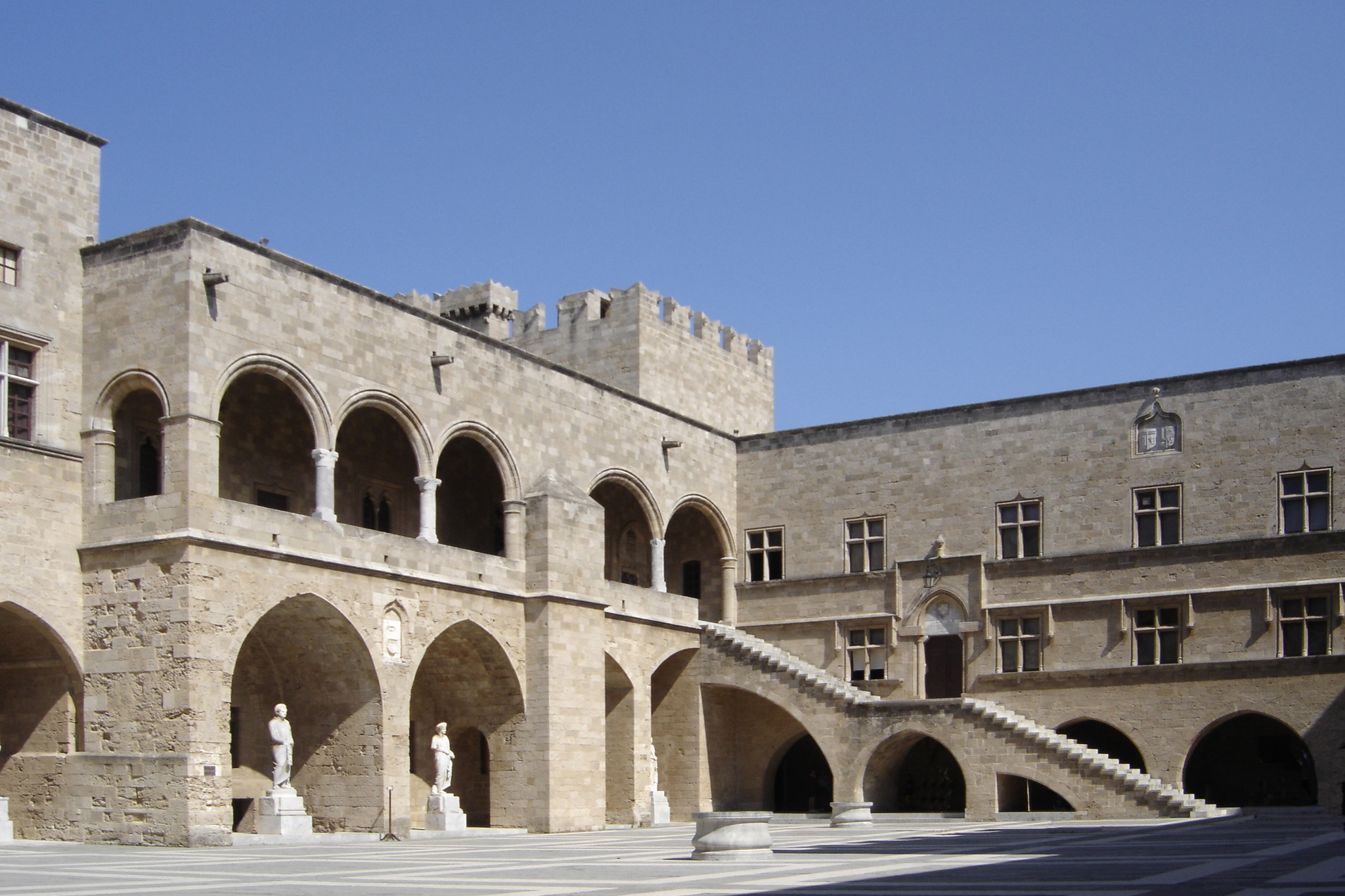
Interior del palacio de Rodas.

Los Caballeros Hospitalarios capturaron Rodas y establecieron su cuartel general después de dejar Italia tras la persecución de los caballeros templarios en 1307. El papa Clemente V confirmó la posesión de la isla por parte de los hospitalarios en 1309. Los caballeros permanecieron en la isla durante los siguientes dos siglos, acosando el transporte marítimo musulmán.
En 1444, la flota mameluca de Egipto estableció un asedio a Rodas, pero los caballeros con ayuda del comandante naval borgoñón Geoffroy de Thoisy superaron el asedio musulmán.
Después de la caída de Constantinopla en 1453 el Imperio otomano comenzó una rápida expansión y en 1480 el sultán Mehmet lanzó una invasión a Rodas al mando de Mesic Pasha. Los defensores repelieron los ataques turcos en tierra y mar adentro, hasta que los invasores otomanos abandonaron la isla derrotados. La derrota interrumpió la simultánea invasión de la península italiana por las fuerzas otomanas e impidió también una posible incursión musulmana en Europa occidental.
Después de la derrota otomana en 1480 el Gran Maestro de los Caballeros, Fabrizio Del Carreto, supervisó el fortalecimiento de la ciudad durante las siguientes décadas. En el momento de su muerte en 1521 Rodas poseía las fortificaciones más fuertes de cualquier bastión cristiano en el mundo. En 1522 el recién entronizado sultán Suleiman el Magnífico llevó a cabo un segundo sitio a la ciudad.
Los caballeros menos numerosos hicieron un gran espíritu defensivo de la ciudad y causaron fuertes bajas a los otomanos. Pero en diciembre de 1522 los caballeros y Suleiman llegaron a un acuerdo en el cual se permitía a los caballeros de la ciudad marcharse con toda la riqueza que pudieran llevar, a cambio de eso, no habría ningún castigo a los habitantes de la ciudad y se les permitiría seguir libremente la fe cristiana. El 1 de enero de 1523 los caballeros salieron de la isla, dejándola en poder otomano.

### Período otomano
La ciudad estuvo bajo autoridad del Kapudan Pasha. Tras la reforma administrativa de 1867 estableció el wilayet como unidad administrativa superior, siendo la ciudad de Rodas una localidad más de la isla, ya que la capital de Rodas fue Quíos. Finalmente en 1876 la capital del wilayat fue transferida a la ciudad de Rodas.

### Período italiano
En 1912, tras la guerra ítalo-turca, las tropas italianas ocuparon la isla junto al resto de las islas del Dodecaneso, y en 1923 formalmente fueron anexionadas por Italia con la denominación islas italianas del mar Egeo.
Los italianos demolieron las casas que fueron construidas alrededor de las murallas de la ciudad durante la época otomana. También convirtieron los cementerios judíos y otomanos en zonas verdes que rodeaban la ciudad medieval. Los italianos conservaron lo que había quedado del periodo de los caballeros y destruyeron todos los edificios otomanos. También se reconstruyó el Gran Palacio del Maestro. Además se creó un Instituto para el estudio de la historia y la cultura de la región, y se realizaron las principales obras de infraestructura que modernizaron Rodas.

### Período moderno

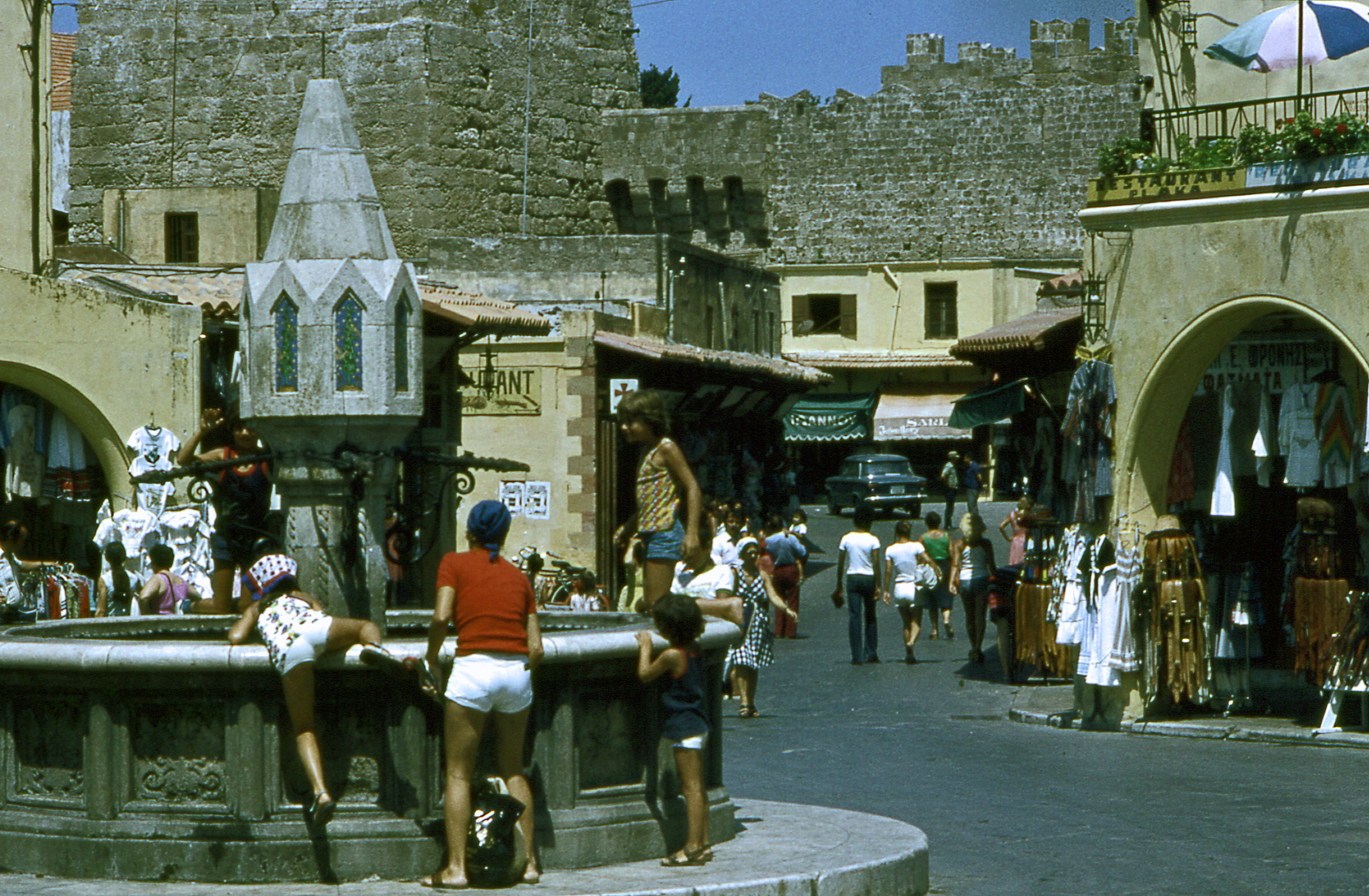
Plaza en Rodas en 1977

Tras la Segunda Guerra Mundial se convirtió en capital de un protectorado militar británico. A pesar de las objeciones de Turquía, que deseaba su posesión, fue formalmente unida a Grecia por el tratado de paz con Italia el 7 de marzo de 1948.

## Política
Rodas es la capital de la isla homónima así como de la prefectura del Dodecaneso y también debería de ser la capital regional, al ser el único centro urbano en el mar Egeo reconocido por el gobierno central. La ciudad alberga los edificios del ayuntamiento y de la prefectura y como forma de reconocimiento también tiene una oficina regional. Su alcalde es Hatzis Hatziefthimiou, del partido «Rodas Primero» (Prota i Rodos), ganador de las elecciones de 2006.

### Alcaldes
| Alcaldes de Rodas     |                       |
| Legislatura           | Alcalde               |
|                       |                       |
| 1912-1913             | Savvas Pavlides       |
| 1913-1919             | Attilio Brizzi1       |
| 1919-1920             | Francesco Saccorotti1 |
| 1920-1937             | Alfredo Biliotti1     |
| 1937-1938             | Girolamo Masseri1     |
| 1938-1939             | Ugo Turkato1          |
| 1939-1943             | Pietro Secchi1        |
| 1943-1945             | Antonio Macchi1       |
| 1945-1946             | Athanasios Kazoulis   |
| 1946-1950             | Gavriil Charitos      |
| 1950                  | Symeon Lambadarios    |
| 1950                  | Nikolaos Iliopoulos   |
| 1950-1951             | Emmanouil Vrondakis   |
| 1951                  | Lazaros Teliakos      |
| 1951-1954             | Fotis Fotaras         |
| 1964                  | Georgios Chiotakis    |
| 1964-1966             | Michael Petrides      |
| 1966-1967             | Elias Zachariades     |
| 1967-1974             | Georgios Vrouchos     |
| 1974-1975             | Charalambos Tzavaras  |
| 1975-1978             | Stavros Avgoustakis   |
| 1979-1982             | Dimitrios Venetoklis  |
| 1983-1990             | Savvas Karayiannis    |
| 1991-1994             | Manos Kokkinos        |
| 1995-2006             | Georgios Giannopoulos |
| 2007-actualidad       | Hatzis Hatziefthimiou |
| 1: Ocupación italiana |                       |

### Consulados
En la ciudad de Rodas se ubican varios consulados.
- Alemania: c/ Artemidos 12-14, Monte Smith, Rodas Tel: (0030) 2241063730
- Austria: c/ 25 de marzo 33, Rodas Tel: (0030) 2241020833
- Bélgica: c/ Kos 35, Rodas Tel: (0030) 2241024661
- Dinamarca: Avda. Dimokratias 63A, Ialysos Tel: (0030) 2241094488
- España: c/ D. Theodoraki 13, Rodas Tel: (0030) 2241025698
- Finlandia: c/ G. Leontos 25, Rodas Tel: (0030) 2241035780
- Francia: c/ Ippoton, ciudad medieval, Rodas Tel: (0030) 2241022318
- Hungría: c/ D. Theodoraki 13, Rodas Tel: (0030) 2241027108
- Italia: c/ Ippoton, ciudad medieval, Rodas Tel: (0030) 2241027432
- Países Bajos: C/Aleksandrou Diakou 27, Rodas Tel: (0030) 2241031571
- Reino Unido: c/ Gr. Lampraki 29, Rodas Tel: (0030) 2241022005
- Suecia: c/ D. Theodoraki 20, Rodas Tel: (0030) 2241031822
- Turquía: c/ Iroon Polytehneiou 10-12, Rodas Tel: (0030) 2241023362